# Bankovci (Crna Trava)
Pour les articles homonymes, voir Bankovci.
Bankovci (en serbe cyrillique : Банковци) est un village de Serbie situé dans la municipalité de Crna Trava, district de Jablanica. Au recensement de 2011, il comptait 26 habitants.

## Démographie
| 1948 | 1953 | 1961 | 1971 | 1981 | 1991 | 2002 | 2011 |
| ---- | ---- | ---- | ---- | ---- | ---- | ---- | ---- |
| 468  | 434  | 422  | 360  | 252  | 139  | 67   | 26   |

|  |